# 게드전기: 어스시의 전설
《게드전기: 어스시의 전설》(일본어: ゲド戦記)은 어슐러 K. 르 귄의 소설 연작인 《게드 전기(Earthsea)》 시리즈의 제3권 "머나먼 바닷가"를 원작으로, 미야자키 하야오 감독의 그림 이야기 "슈나의 여행"을 원안으로 한 일본의 장편 애니메이션 영화이다.
일본에서는 스튜디오 지브리 제작, 도호 배급으로 2007년 7월 29일에 개봉하였다. 이 작품의 감독을 맡은 미야자키 고로의 첫 번째 감독 작품으로, 그는 미야자키 하야오의 아들이다.
캐치프레이즈는 〈"보이지 않는 것이야말로" (이토이 시게사토)〉, 〈"아버지만 없으면, 살아있을거라고 생각했다."〉, 〈"한 때 사람과 용은 하나였다."〉

## 줄거리
영화는 바다에서 폭풍이 일어나 전함이 난파될 위기에 몰리는 장면에서 시작한다. 배의 함장은 자신이 풍랑을 통제할 능력이 없음을 깨닫게 되지만, 바로 그때 그는 구름 위에서 두 마리의 용이 싸우다가 결국 한 마리가 죽임 당하는 광경을 목격하게 된다.
그 후 얼마 지나지 않아, 이미 가뭄과 역병에 대한 소문으로 시달리고 있던 왕은 바다에서 이상한 징조가 나타났다는 것과 그의 아들인 알렌 왕자가 사라졌다는 소식을 함께 듣게 된다. 왕의 마법사는 다음과 같은 이야기를 들려준다. 용과 인간이 하나이었으나, 용은 자유를 선택하고 인간은 소유를 선택하면서 갈라지게 되었다는 것이다. 또한 마법사는 가뭄과 역병이 균형이 약화된 것 때문에 생겨났다고 말한다. 왕은 마법사의 말을 듣고 생각에 잠깐 잠기지만, 어두운 통로를 거닐다가 젊은이에게 공격을 받고 죽게 된다. 그를 공격한 젊은이는 그의 아들인 알렌이었다. 왕자 알렌은 그의 아버지가 지녔던 검을 훔치고, 왕궁을 빠져나간다.

## 등장 인물(일본판 더빙)
- 알렌 (레반넨) : 오카다 준이치
- 테루 (테하누) : 테시마 아오이
- 새매 (게드) : 스가와라 분타
- 테너 : 후부키 준
- 거미 : 다나카 유코
- 토끼 : 카가와 테루유키
- 국왕 : 고바야시 카오루
- 왕비 : 나츠카와 유이
- 안주인 : 바이쇼 미츠코
- 하지아 판매 : 나이토 츠요시
- 루트 : 누마 사토시
- 2인조의 아줌마 : 우메자와 마사요 / 가미노 미스즈
- 배에 타고 있던 바람의 츠카사 : 카세 야스유키
- 국왕의 신하 : 사카 오사무
- 왕궁의 시녀 : 야소카와 마유노
- 토끼의 부하 : 니시 린타로 외
- 선원 : 호우키 카츠히사 / 시라토리 테츠

## 스탭
- 원작 : 어슐러 K. 르 귄 ("게드 전기")
- 원안 : 미야자키 하야오 ("슈나의 여행")
- 감독 : 미야자키 고로
- 각본 : 미야자키 고로, 니와 케이코
- 작화 연출 : 야마시타 아키히코
- 작화 감독 : 이나무라 타케시
- 미술 감독 : 요시다 노보루
- 음악 : 데라시마 다미야
- 색채 설계 : 야스다 미치요
- 영상 연출 : 오쿠이 아츠시
- 녹음 연출 : 와카바야시 카즈히로
- 효과 : 카사마츠 코우지
- 편집 : 세야마 타케시
- 프로듀서 : 스즈키 토시오
- 협찬 : 아사히 음료
- 제작 : 스튜디오 지브리
- 제작 진행 : 사이토 준야, 이시이 토모히코, 이토 코페이, 사이사와 신타로, 하시모토 아야
- 배급 : 도호
- 주제가
  - 극중 삽입곡 - 〈테루의 노래〉 - 노래: 테시마 아오이
  - 주제곡 - 〈시간의 노래〉 - 노래: 테시마 아오이 (앨범 "게드 전기 가집" 수록)

## 수상 정보
- 제30회 일본 아카데미 상 우수 애니메이션 작품상
- 제3회 후미하루 나무 딸기상(최악의 영화) 제1위 선정
- 제3회 뱀 딸기(최악의 영화) 작품상 제1위 선정
- 영화 예술협회 2006년 최악의 영화 10 : 제1위 선정

## 일본에서의 반응·흥행 결과
- 일본에서는 개봉 첫주 (2일만에 관객수 67만명, 흥행수입 9억엔을 기록)하며 박스 오피스에서 1위를 기록,[2] 배급의 도호에서는 첫주 결과로 최총 흥행수입 100억엔 이상을 목표로 발표했지만, 그 이하를 밑도는 76.5억엔(관객수 600 여만명)을 기록했다. 2006년 일본 방화 1위를 차지했다.
- 많은 영화 평론가들은 이 작품에 대해 엄격한 평가를 내렸다. 2006년의 독립 영화 평론지(5개사)에서 최악의 영화라는 평가를 받았다. 이외에도 "주간 아사히", "문예 춘추", "주간 신쵸", "Premiere", "피어", "스크린", "키네마 준보" 등 일본내 잡지에서도 연이어 혹평을 받았다.

## 일본 밖에서의 반응
- 제63회 베니스 국제 영화제에 특별 초대 작품으로 상영되었다. 영화제에서의 상영 이후, 현지의 평판은 최저 순위를 평가받아, 스튜디오 지브리의 권위를 크게 깍아내린 작품이기도 하다. 현지의 평론가들은 "단조로운 스타일, 독창성이 결여 된 그림으로, 그것은 리얼리즘 위에 성립되지 않은 판타지에 상상력을 넣는 것을 포기하고 있다", 이외에도 "애니메이션은 부드럽고, 치밀한 캐릭터 디자인에 있더라도, 미야자키 고로 감독의 영화는 아버지(하야오)의 영화의 창의력과 이야기와 비교해 예술의 경지에 도달하지 않았다"라고 평했다.[3] 이후, 미국에서는 일본에서의 공개 4년 후가 되는 2010년 8월 13일에 뉴욕, 로스앤젤레스 등 대도시 한정으로 'PG13' 등급으로 개봉되었다.

- 원작자의 어슐러 K. 르 귄는 시사회를 통해 영화를 본 후 감상평으로 "그림은 아름답다, 하지만 "이웃집 토토로"와 같은 섬세함이나 "센과 치히로의 행방 불명"과 같은 강력한 풍부한 디테일이 없다", "이야기의 앞뒤가 맞지 않는다", "등장 인물의 행동이 일치하지 않기 때문에, 삶과 죽음, 세계의 균형 등 원작의 메시지가 느껴지지 않는다"라고 혹평했다.[4][5]

## 참조
1. ↑  “스튜디오 지브리 웹사이트” (일본어). 2007년 6월 2일에 확인함.
2. ↑  게드 전기, 일본 박스오피스 1위
3. ↑  “FantasyMagazine”. 2016년 3월 8일에 원본 문서에서 보존된 문서. 2012년 12월 19일에 확인함.
4. ↑  “아사히넷 2006년 8월 24일 기사에서 발췌”. 2012년 5월 25일에 원본 문서에서 보존된 문서. 2012년 12월 19일에 확인함.
5. ↑  “보관된 사본”. 2011년 7월 17일에 원본 문서에서 보존된 문서. 2008년 12월 30일에 확인함.